# John Prescott

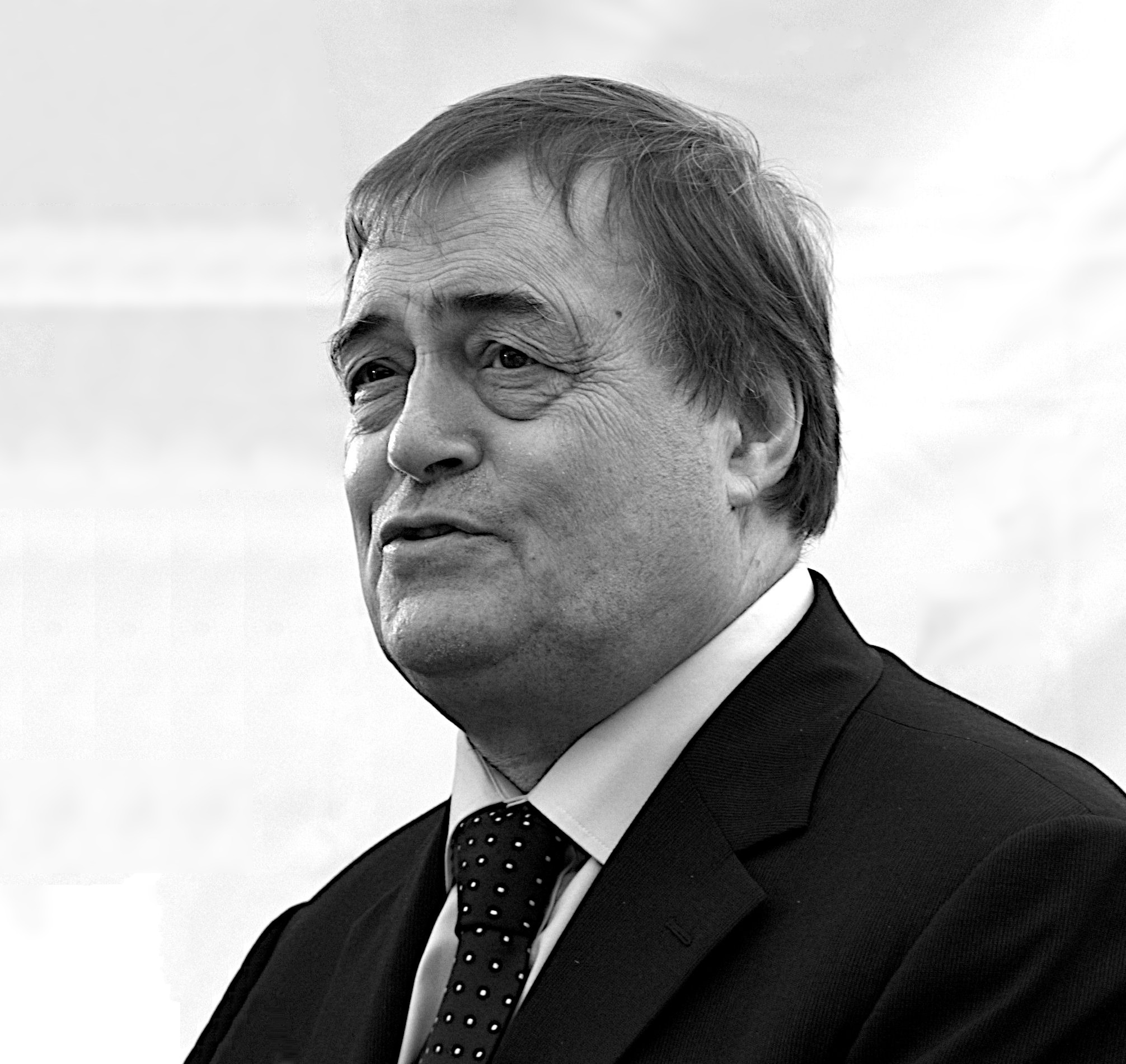
John Prescott, 2007

John Leslie Prescott, Baron Prescott (* 31. Mai 1938 in Prestatyn, Wales; † 20. November 2024) war ein britischer Politiker der Labour Party und von 1997 bis 2007 stellvertretender Premierminister des Vereinigten Königreiches in der Regierung von Tony Blair.

## Leben
John Prescott, der Sohn eines Eisenbahn-Signalwärters, wuchs in Ellesmere Port in Cheshire auf. Er arbeitete als Frachtmeister auf Handelsschiffen der Cunard Line und war Gewerkschaftsaktivist. Am 1. November 1961 heiratete er Pauline „Tilly“ Tilston. Er studierte am Ruskin College in Oxford und an der Universität Hull Wirtschaft und Wirtschaftsgeschichte. Er arbeitete nach dem Studium vollamtlich als Funktionär für die nationale Seemannsgewerkschaft (National Union of Seamen). 1970 wurde Prescott als Abgeordneter des Wahlkreises Kingston upon Hull East ins Unterhaus gewählt.
Prescott hatte mehrere Posten im Schattenkabinett der Labour Party. Nach dem plötzlichen Tod des Labour-Vorsitzenden John Smith im Mai 1994 wurde Prescott zum stellvertretenden Parteichef gewählt.
Nach dem Sieg der Labour Party bei den Unterhauswahlen 1997 ernannte ihn Tony Blair zum stellvertretenden Premierminister. Als Minister leitete Prescott das neu geschaffene Ministerium für Verkehr, Umwelt und Regionen.
1998 war Prescott zu Gast bei der Verleihung der Brit Awards. Dort leerte Danbert Nobacon, Sänger der Band Chumbawamba, einen Krug Eiswasser über ihn aus und sagte: „Das ist für die Dockarbeiter in Liverpool“.
Während des Wahlkampfs für die Unterhauswahlen 2001 machte Prescott Schlagzeilen, als er einen Demonstranten, der ihn mit Eiern beworfen hatte, einen linkshändigen Fausthieb auf den Kiefer gab. Nach den Wahlen wurde sein „Superministerium“ aufgeteilt, wodurch er an Einfluss verlor. Ein Jahr später übernahm er wieder die meisten Aufgaben im Bereich der lokalen und regionalen Verwaltung.
Eine politische Niederlage stellte die Ablehnung der Wähler im Referendum zur Einführung einer gewählten Regionalversammlung in Nordostengland 2004 dar. Prescott hatte sich persönlich stark für das Projekt engagiert.
Am 26. April 2006 wurde bekannt, dass Prescott zwischen 2002 und 2004 eine Affäre mit seiner Sekretärin Tracey Temple gehabt hatte. Die heimlichen Treffen zwischen den beiden fanden in Prescotts Dienstwohnung in Whitehall statt.
Nach der Niederlage der Labour Party bei den Kommunalwahlen in England am 4. Mai 2006 und vor dem Hintergrund der Berichterstattung über Prescotts Affären und sexuelle Übergriffe nahm Premierminister Blair am Folgetag eine Kabinettsumbildung vor und entzog Prescott sein Ministerium, beließ ihn aber im Amt des stellvertretenden Premierministers. Am 28. September kündigte Prescott an, an einem noch nicht näher genannten Termin in den darauffolgenden zwölf Monaten sein Amt als Vizepremier aufzugeben. Er erklärte seinen Rücktritt schließlich unmittelbar nach Blairs Rücktrittsankündigung am 10. Mai 2007.
Prescott war von 1970 bis 2010 Abgeordneter im Britischen Unterhaus. 2010 wurde er als Baron Prescott, of Kingston upon Hull in the county of East Yorkshire, zum Life Peer erhoben und war dadurch Mitglied des House of Lords. 2013 schied er aus dem Privy Council aus, dem er seit 1994 angehört hatte.
Im Juli 2016 schrieb Prescott in einem Gastbeitrag für die Boulevardzeitung Sunday Mirror, er bedaure es rückblickend sehr, der britischen Teilnahme am Irakkrieg 2003 zugestimmt zu haben. Die damalige Invasion von US-Truppen und britischen Truppen sei illegal gewesen; die Mitglieder von Tony Blairs Regierungskabinett hätten damals zu wenig Dokumente bekommen, um diese Entscheidung treffen zu können. Am 20. November 2024 starb John Prescott im Alter von 86 Jahren.

## Ehrung
Die kommunistische Partei Chinas würdigte ihn als Alten Freund des chinesischen Volkes.